# Красні мистецтва
Витончені[джерело?], вишукані[джерело?], образотворчі, красні мистецтва (фр. les beaux arts, нім. feine Künste або schöne Künste, англ. fine arts) — загальний термін для позначення таких видів мистецтва як живопис, скульптура, архітектура, музика.
Процес виділення витончених мистецтв почався в епоху пізнього Відродження. Вперше був закріплений Шарлем Батте у другій половині XVIII століття за жанрами та видами мистецтв, які з естетичної точки зору були орієнтовані на створення краси. Традиційно це поняття протиставляється так званим «механічним» мистецтвам (ремеслам), виведеному Іммануїлом Кантом. Той припустив, що прояви мистецтва можна поділити на ті, які існують для задоволення як такого, для приємного проводження часу (жарти, сміх, сервірування столу, застільна музика, кумедна річ, ігри), і на витончені мистецтва, які сприяють «культурі здібностей душі для спілкування між людьми». Він вважав, що на відміну від ремесла предмет витончених мистецтв повинен здаватися вільним від «усякої примусовості довільних правил» і може прекрасно описати речі, «які в природі потворні або огидні»; форма предмета витончених мистецтв гармоніює із задумом і дає можливість не ущемити свободу його польоту. За характеристикою Іммануїла Канта існувало 3 прояви витончених мистецтв:
1. словесне (красномовство, поезія);
2. образотворче (пластика, що складається зі скульптури та архітектури, живопис (і не тільки прекрасне зображення природи, а й витонченої компонування продуктів природи або декоративних рослин, а також прикрас інтер'єру і людини));
3. гра відчуттів (музика, прояви краси).

1671 року тодішній міністр фінансів Франції Жан-Батист Кольбер і архітектор Франсуа Блондель заснували Королівську академію архітектури; 1864 року Наполеон III подарував їй незалежність від держави, і вона злилася з іншими академіями, внаслідок чого утворилася Школа витончених мистецтв.
Школа орієнтувалася на класичні мистецтва й архітектуру, тому програма навчання включала живопис, скульптуру й архітектуру. З утворенням Школи також відбувся поділ між архітектурою та практичним будівельним ремеслом — при цьому останнє викладалося в Національній школі мостів і доріг, а також в Політехнічній школі, яка і до цього дня залишається одним з найбільших технічних навчальних закладів світу.
1754 року була створена Данська королівська академія витончених мистецтв. Її студенти вивчають теоретичне та практичне мистецтво, а головними предметами є живопис, скульптура, мистецтвознавство.
Наразі дослідники вважають, що художнє життя сучасності не схоже на класичне буття витончених мистецтв, а тому і поняття це старіє. Водночас у всьому світі продовжують існувати академії витончених мистецтв. І там, де вони втрачають свою специфіку, посилюється небезпека знецінення високого мистецтва й розмивання художніх цінностей у світі, де нас оточують комфортні речі й продукти техніки.